# Jean-Albert Grégoire

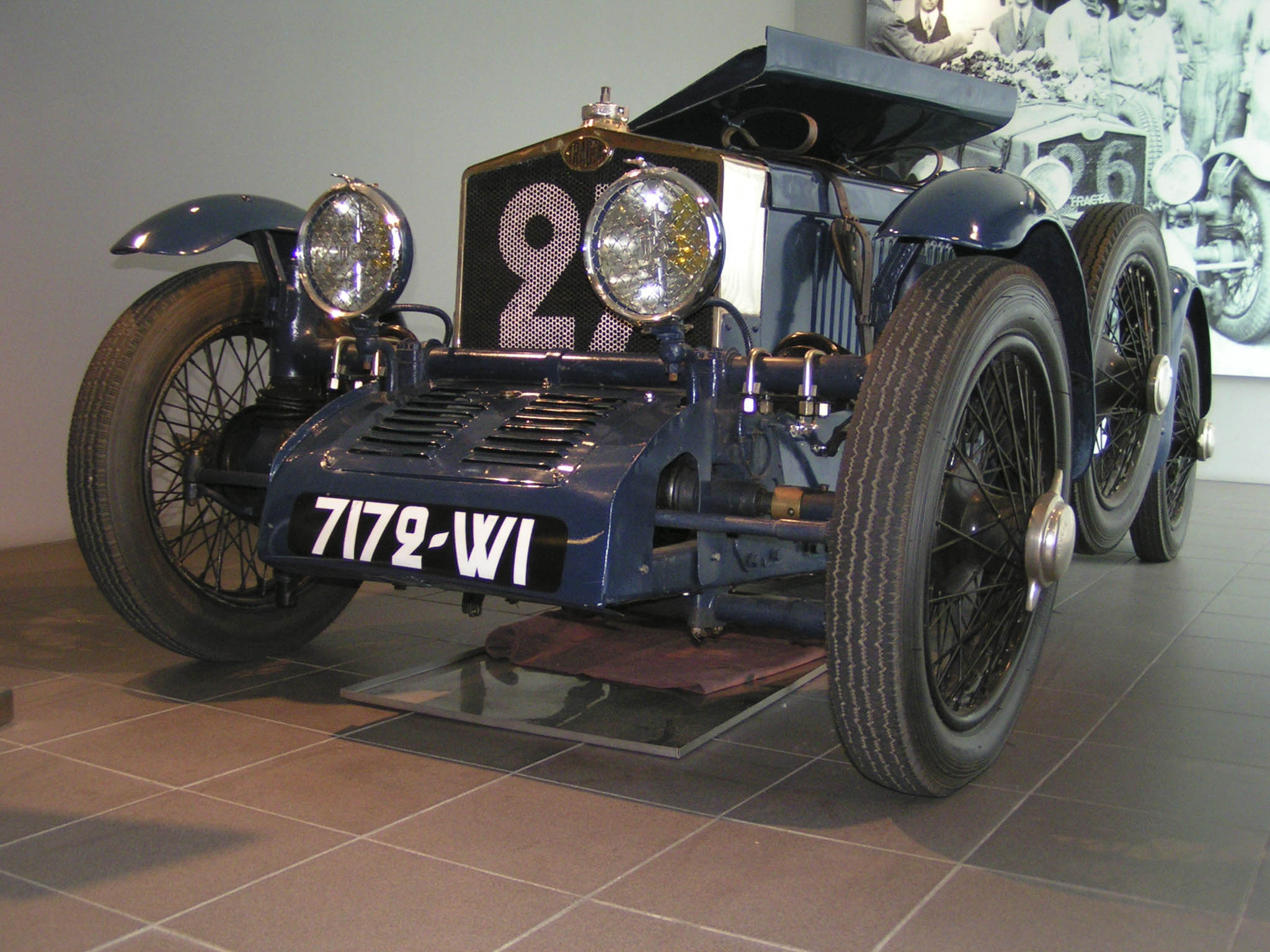
Tracta A, klassvinnare i Le Mans 24-timmars 1929.

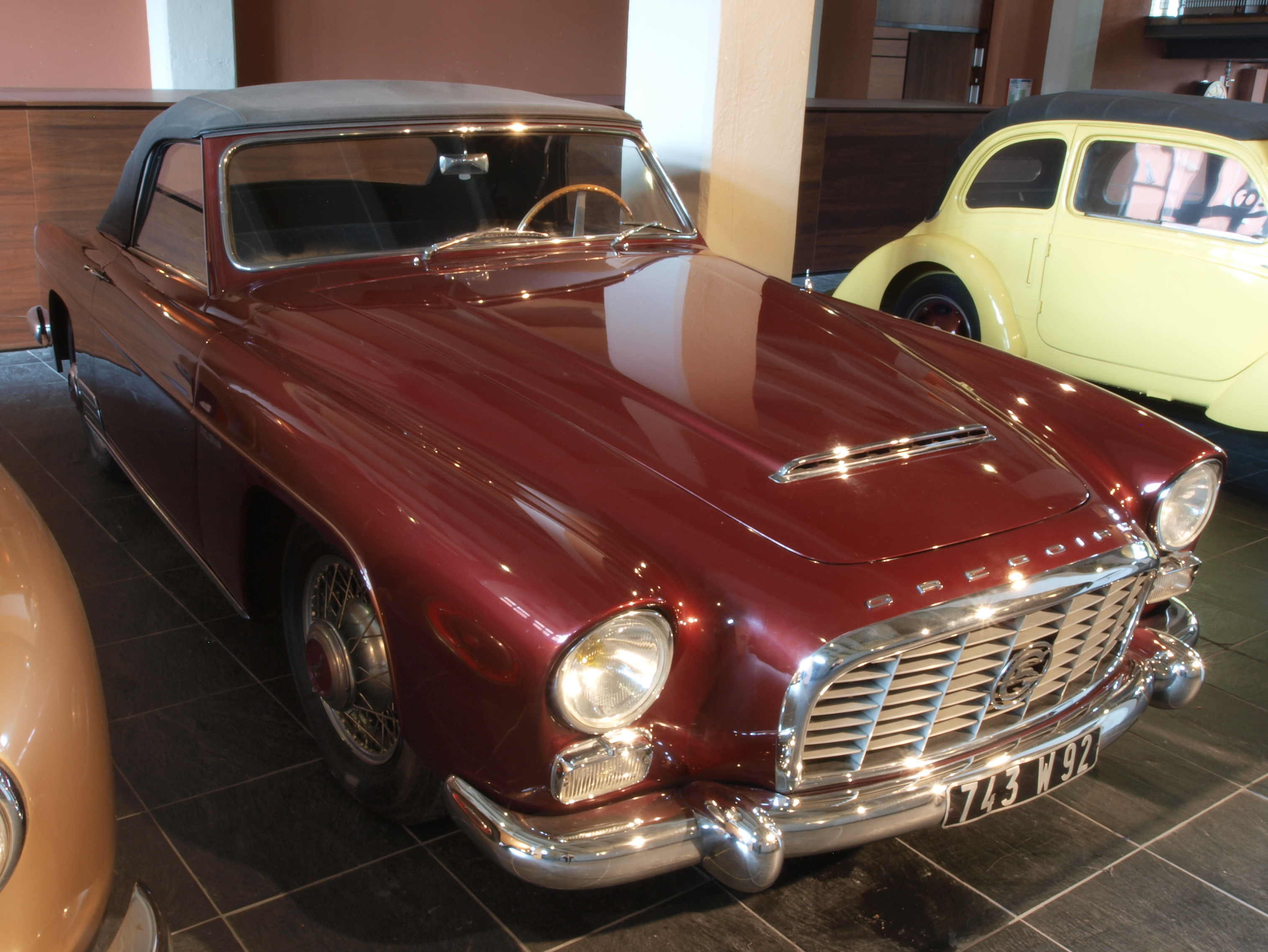
Grégoire Sport

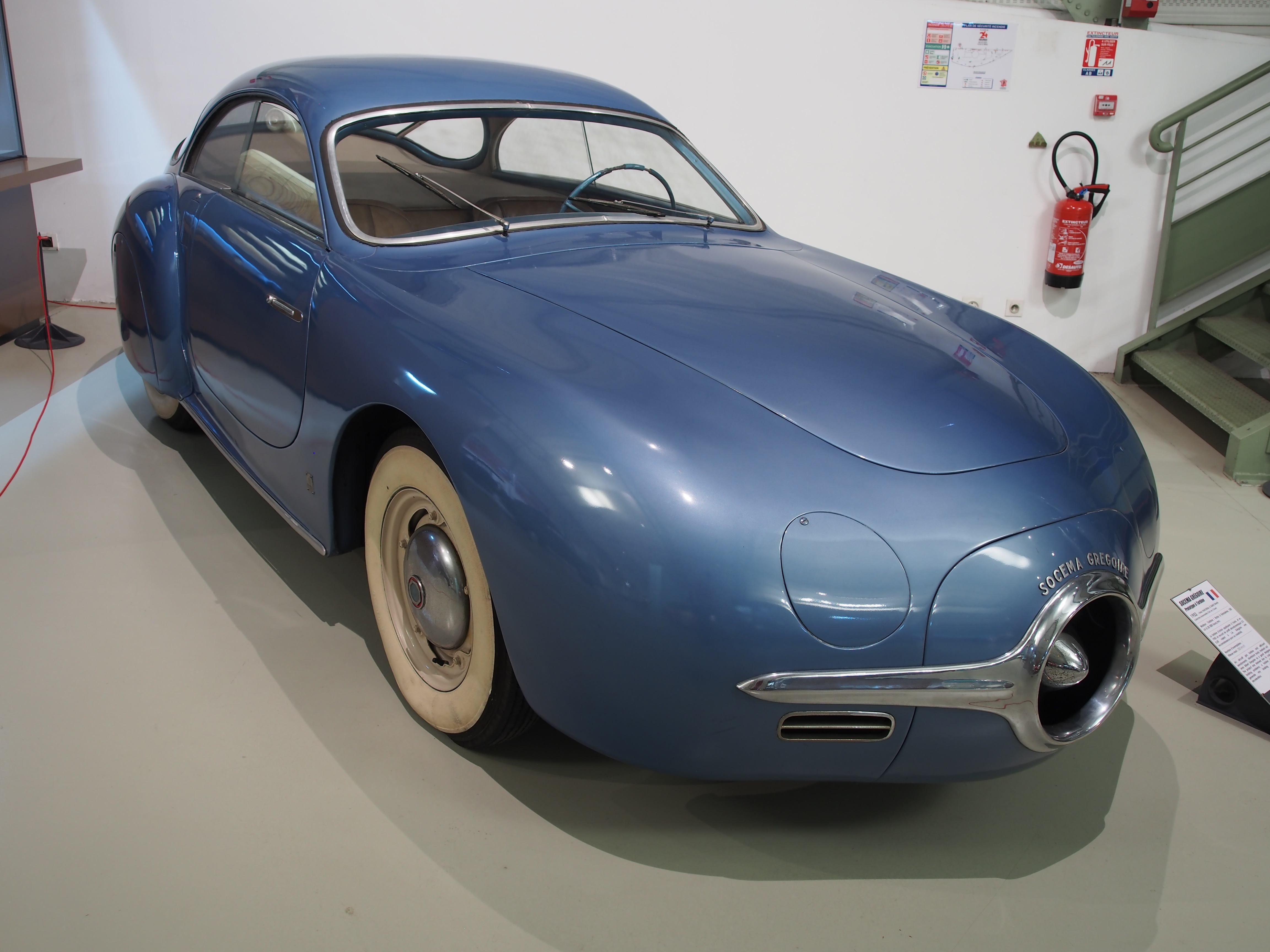
Socéma Grégoire gasturbindriven prototyp.

Jean-Albert Grégoire, född 7 juli 1899 i Paris, död 19 augusti 1992 i Neuilly-sur-Seine , var en fransk konstruktör och entreprenör inom bilindustrin.
Grégoire var pionjär inom framhjulsdrift för bilar. Tillsammans med kollegan Pierre Fenaille utvecklade han Tracta-knuten, en drivknut som användes på tidiga framhjulsdrivna bilar som DKW och Adler Trumpf. 
Mellan 1927 och 1934 konstruerade Grégoire framhjulsdrivna sportbilar av märket Tracta. Han tävlade även med dem och 1929 tog Grégoire en klasseger och sjundeplacering totalt i Le Mans 24-timmars med en enliters Tracta.
Efter Tracta-tiden konstruerade Grégoire bilar för Donnet och Chenard & Walcker. För Amilcar tog han fram en liten lätt, framhjulsdriven modell kallad Amilcar Compound. Bilen var uppbyggd runt en gjuten hjälpram i aluminiumlegeringen Alpax. Ramen bestod av torpedvägg, vindruteram och två ramben som bar upp drivlinan och framvagnen.
Under andra världskriget tog Grégoire fram en mindre modell på Compound-temat med tvåcylindrig boxermotor. Efter kriget tillverkades den av Panhard som Panhard Dyna X. Grégoire tog även fram en större variant med fyrcylindrig boxermotor som tillverkades av Hotchkiss. Denna Hotchkiss-Grégoire blev en försäljningsmässig katastrof och Hotchkiss blev stående med ett lager halvfärdiga bilar. Grégoire lät Henri Chapron bygga cabrioletkarosser till tio av dessa. De såldes som Grégoire Sport med kompressormatad motor.
I början av 1950-talet arbetade Grégoire med gasturbindrift för bilar. Han byggde en prototyp med motor från Socéma. Till skillnad från de flesta andra av Grégoires konstruktioner var den bakhjulsdriven.